# Tatjana Masunina
Tatjana Masunina (kyrillisch Татьяна Мазунина, engl. Transkription Tatyana Mazunina; * 21. Dezember 1980) ist eine kasachische Biathletin.
Tatjana Masunina bestritt ihre ersten internationalen Rennen im November 2001 bei zwei FIS-Rennen im Skilanglauf. Ihr Debüt im Biathlon erfolgte 2005 in Garmisch-Partenkirchen im Rahmen des Biathlon-Europacups. Mit einem 20. Platz im Einzel und einem 15. Rang im Sprint gewann sie sogleich erste Punkte. Es folgte kurz darauf in Ruhpolding das Debüt im Biathlon-Weltcup, wo sie 99. eines Sprints wurde. Höhepunkt der Saison wurden die Biathlon-Weltmeisterschaften 2005 in Hochfilzen. Masunina wurde 77. des Einzels, 82. des Sprints und mit Jelena Dubok, Olga Selesnjowa und Anna Lebedewa 19. und damit Letzte im Staffelrennen. Bei der wenig später ausgetragenen ersten Biathlon-Mixed-Staffel-Weltmeisterschaft in Chanty-Mansijsk erreichte sie mit Lebedewa, Andrei Chramuschin und Alexander Tscherwjakow den 22. und erneut letzten Platz. Zudem lief sie an dem Wochenende auf einen 70. Sprintplatz und erreichte damit ihr bestes Weltcup-Resultat. Bis 2007 folgten weitere regelmäßige Einsätze in Welt- und Europacup. Abschluss der Saison wurden die Winterasienspielen 2007 in Changchun, bei denen die Kasachin 12. des Sprints und 13. der Verfolgung wurde.

## Biathlon-Weltcup-Platzierungen
Die Tabelle zeigt alle Platzierungen (je nach Austragungsjahr einschließlich Olympische Spiele und Weltmeisterschaften).
- 1.–3. Platz: Anzahl der Podiumsplatzierungen
- Top 10: Anzahl der Platzierungen unter den ersten zehn (einschließlich Podium)
- Punkteränge: Anzahl der Platzierungen innerhalb der Punkteränge (einschließlich Podium und Top 10)
- Starts: Anzahl gelaufener Rennen in der jeweiligen Disziplin
- Staffel: inklusive Mixed- und Single-Mixed-Staffeln

| Platzierung                      | Einzel | Sprint | Verfolgung | Massenstart | Staffel | Gesamt |
| -------------------------------- | ------ | ------ | ---------- | ----------- | ------- | ------ |
| 1. Platz                         |        |        |            |             |         |        |
| 2. Platz                         |        |        |            |             |         |        |
| 3. Platz                         |        |        |            |             |         |        |
| Top 10                           |        |        |            |             |         |        |
| Punkteränge                      |        |        |            |             | 3       | 3      |
| Starts                           | 4      | 11     |            |             | 3       | 18     |
| Stand: nach der Saison 2009/2010 |        |        |            |             |         |        |